# Bohain-en-Vermandois
Bohain-en-Vermandois é uma comuna francesa na região administrativa de Altos da França, no departamento de Aisne.